# Championnat d'Aruba de football 2011-2012
Navigation
Saison précédente Saison suivante
La saison 2011-2012 du Championnat d'Aruba de football est la vingt-sixième édition de la Division di Honor, le championnat de première division à Aruba. Les dix meilleures équipes de l'île sont regroupées au sein d’une poule unique où elles s’affrontent au cours de plusieurs phases, avec des qualifications successives, jusqu'à la finale nationale. En fin de saison, le dernier du classement est relégué tandis que les 8e et 9e doivent prendre part à une poule de promotion-relégation.
C'est le tenant du titre, le SV Racing Club Aruba qui est à nouveau sacré cette saison après avoir battu le SV La Fama en finale. Il s’agit du treizième titre de champion d'Aruba de l’histoire du club, qui réussit le doublé en s'imposant également en Coupe d'Aruba.

## Les clubs participants
- SV Racing Club Aruba
- SV Britannia
- Sv Independiente Caravel
- SV Deportivo Nacional
- SV Bubali
- SV Juventud Tanki Leendert
- River Plate Aruba
- SV Estrella
- SV La Fama
- SV Dakota - Promu de Division Uno

## Compétition
Le barème utilisé pour établir le classement est le suivant :
- Victoire : 3 points
- Match nul : 1 point
- Défaite : 0 point

### Saison régulière
| Rang | Équipe                     | Pts | J  | G  | N | P  | Bp | Bc | Diff |
| ---- | -------------------------- | --- | -- | -- | - | -- | -- | -- | ---- |
| 1    | SV Racing Club Aruba'T'C   | 44  | 18 | 14 | 2 | 2  | 58 | 13 | +45  |
| 2    | SV La Fama                 | 39  | 18 | 12 | 3 | 3  | 57 | 25 | +32  |
| 3    | SV Britannia               | 36  | 18 | 11 | 3 | 4  | 53 | 26 | +27  |
| 4    | SV Estrella                | 31  | 18 | 9  | 4 | 5  | 39 | 28 | +11  |
| 5    | SV Bubali                  | 27  | 18 | 8  | 3 | 7  | 33 | 25 | +8   |
| 6    | SV Deportivo Nacional      | 24  | 18 | 7  | 3 | 8  | 22 | 22 | 0    |
| 7    | SV DakotaP                 | 21  | 18 | 5  | 6 | 7  | 27 | 35 | -8   |
| 8    | River Plate Aruba          | 15  | 18 | 4  | 3 | 11 | 27 | 48 | -21  |
| 9    | SV Independiente Caravel   | 9   | 18 | 1  | 6 | 11 | 15 | 53 | -38  |
| 10   | SV Juventud Tanki Leendert | 7   | 18 | 2  | 1 | 15 | 11 | 67 | -56  |

| Résultats (▼dom., ►ext.)   | BRI | BUB | DAK | DEP | EST | ICR | JTL | LFA | RCA  | RPA |
| SV Britannia               |     | 1-1 | 3-1 | 3-2 | 3-5 | 2-1 | 4-0 | 1-3 | 1-2  | 6-2 |
| SV Bubali                  | 1-5 |     | 0-0 | 1-2 | 2-3 | 3-1 | 2-0 | 1-2 | 1-2  | 2-1 |
| SV Dakota                  | 0-4 | 1-1 |     | 2-1 | 3-4 | 3-0 | 6-2 | 0-2 | 1-0  | 1-1 |
| SV Deportivo Nacional      | 1-2 | 0-1 | 0-0 |     | 1-1 | 0-0 | 1-0 | 3-2 | 0-2  | 2-3 |
| SV Estrella                | 1-1 | 3-2 | 3-0 | 0-2 |     | 0-0 | 0-1 | 2-3 | 1-3  | 0-3 |
| SV Independiente Caravel   | 1-1 | 0-8 | 2-2 | 1-2 | 1-3 |     | 2-2 | 0-6 | 0-4  | 0-3 |
| SV Juventud Tanki Leendert | 0-5 | 1-4 | 1-2 | 0-3 | 0-5 | 1-2 |     | 0-4 | 0-10 | 2-1 |
| SV La Fama                 | 3-0 | 1-2 | 6-3 | 1-0 | 0-1 | 7-2 | 5-0 |     | 2-4  | 2-1 |
| SV Racing Club Aruba       | 3-2 | 0-0 | 3-0 | 3-0 | 2-1 | 5-1 | 8-0 | 4-0 |      | 4-2 |
| River Plate Aruba          | 1-7 | 1-2 | 2-2 | 0-2 | 1-4 | 1-1 | 3-1 | 1-7 | 0-3  |     |

|  | Qualification pour le Calle 4                                                   |
|  | Participation à la poule de promotion-relégation                                |
|  | Relégation directe en Division Uno                                              |
|  | T : Tenant du titre C : Vainqueur de la Coupe d'Aruba P : Promu de Division Uno |

### Calle 4
| Rang | Équipe                   | Pts | J | G | N | P | Bp | Bc | Diff |  | Résultats (▼ dom., ► ext.) | LaF | Rac | Est | Bri |
| ---- | ------------------------ | --- | - | - | - | - | -- | -- | ---- |  | -------------------------- | --- | --- | --- | --- |
| 1    | SV La Fama               | 10  | 6 | 3 | 1 | 2 | 8  | 5  | +3   |  | SV La Fama                 |     | 2-1 | 0-1 | 2-0 |
| 2    | SV Racing Club Aruba'T'C | 10  | 6 | 3 | 1 | 2 | 11 | 9  | +2   |  | SV Racing Club Aruba'T'C   | 1-1 |     | 1-0 | 2-3 |
| 3    | SV Estrella              | 10  | 6 | 3 | 1 | 2 | 5  | 5  | 0    |  | SV Estrella                | 1-0 | 1-3 |     | 1-0 |
| 4    | SV Britannia             | 4   | 6 | 1 | 1 | 4 | 7  | 12 | -5   |  | SV Britannia               | 1-3 | 2-3 | 1-1 |     |

|  | Qualification pour la finale nationale                |
|  | T : Tenant du titre C : Vainqueur de la Coupe d'Aruba |

### Finale nationale
| Équipe 1             | Résultat | Équipe 2   | Aller | Retour |
| -------------------- | -------- | ---------- | ----- | ------ |
| SV Racing Club Aruba | 5 - 3    | SV La Fama | 1 - 1 | 4 - 2  |

### Poule de promotion-relégation
Les 8e et 9e de Division di Honor affrontent les 2e et 3e de Division Uno en barrage pour attribuer les deux dernières places en première division la saison prochaine. Chaque club rencontre deux fois tous ses adversaires. Le SV Sporting décroche son accession en première division aux dépens du SV Independiente Caravel qui est relégué en Division Uno.

## Bilan de la saison
| Championnat d'Aruba de football 2011-2012 |                                  |
| Champion                                  | SV Racing Club Aruba (13e titre) |
| Coupes et trophées                        |                                  |
| Vainqueur de la Coupe d'Aruba 2011-2012   | SV Racing Club Aruba             |
| Qualifications continentales              |                                  |
| CFU Club Championship 2013                | Aucun                            |
| Promotions et relégations                 |                                  |
| Promus en Division di Honor               | SV Caiquetio                     |
| Promus en Division di Honor               | SV Sporting                      |
| Relégués en Division Uno                  | SV Juventud Tanki Leendert       |
| Relégués en Division Uno                  | SV Independiente Caravel         |